# Oscar Niemeyer
Oscar Soares Filho Niemeyer (født 15. december 1907 i Rio de Janeiro, død 5. december 2012 sammesteds) var en brasiliansk arkitekt af tysk oprindelse, som anses som en af de vigtigste pionerer i moderne arkitektur. Han stod blandt andet bag arkitekturen i Brasiliens nye hovedstad Brasília.
Han var et ledende medlem af Partido Comunista Brasileiro og tegnede blandt andre hovedkvarteret for Parti communiste français i Paris.
Niemeyer modtog i 1988 Pritzker-prisen.
I byen Curitiba (hovedstad i delstaten Paraná) blev det højmoderne Oscar Niemeyers Museum indviet den 8. juli 2003.

## Galleri som viser arkitekturen
- Brasiliens Nationalkongres, Brasília
- Casino i Funchal, Madeira
- Niterói Museu de Arte Contemporanea, Niterói, Rio de Janeiro
- Catedral Metropolitana, Brasília
- Catedral Metropolitana, aftenbillede
- Teater i bymidten, Duque de Caxias, RJ, Brasil